# Naren Solano
Naren Stiven Solano Perea (Cali, Antioquia, Colombia; 15 de enero de 1996) es un futbolista colombiano. Juega de delantero.

## Clubes
| Club                     | País       | Año       |
| ------------------------ | ---------- | --------- |
| Independiente Medellín   | Colombia   | 2014-2016 |
| Boyacá Chicó             | Colombia   | 2017      |
| AFC Nové Mesto nad Váhom | Eslovaquia | 2018      |
| FK Senica                | Eslovaquia | 2018      |
| Deportes Valdivia        | Chile      | 2019      |